# Bounnhang Vorachith
Bounnhang Vorachith (en laosià ບຸນຍັງ ວໍລະຈິດ) (nascut el 15 d'agost de 1937) és el president de Laos i Secretari General del Partit Popular Revolucionari de Laos des de 2016. Es va exercir com viceprimer ministre des de 1996 fins a 2001, i després va ser nomenat primer ministre. Es va convertir en vicepresident el 8 de juny de 2006, quan Bouasone Bouphavanh va ser nomenat primer ministre. El 19 d'abril de 2016 va accedir a la presidència del país.